# Sankt Niklaus Matt
Sankt Niklaus Matt is een plaats en voormalige gemeente in het Zwitserse kanton Wallis en maakt sinds 1866 deel uit van de gemeente Sankt Niklaus in het district Visp.